# スコット郡 (ミネソタ州)
スコット郡（英: Scott County）は、アメリカ合衆国ミネソタ州の郡である。1853年に設立され、名称はウィンフィールド・スコット将軍に因んでいる。人口は17万4669人（2020年）。郡庁所在地はシャコピーであり、同郡で人口最大の都市である。ミネアポリス・セントポール都市圏に含まれる
スコット郡はミネアポリスの南に位置するベッドタウンであり、州内では人口増加率の高い郡である。しかし、2011年に公表されたデータでは、州内の人口の多い郡では一人当たり収入で最も大きな低下となった。
スコット郡はその西と北がミネソタ川となっており、この川が19世紀に毛皮交易、製材業、農業を支えた。今日のスコット郡は商業、工業、住宅開発が混合して成長しているが、農地も多い。シャコピー・ムデワカントン・インディアン居留地が郡内にある。観光名所はカンタベリー公園、ザ・ランディング、エルコ・スピードウェイ、ミスティック湖カジノ、バレーフェア・アミューズメントパークなどであり、ルネッサンス・フェスティバルのような行事も開催されている。

## 歴史
スコット郡となった地域には、当初サンティ・スー族（ダコタ族）、ムデワカントン族、ワーペトン族などのインディアンが住んでいた。彼らは半遊牧的な生活を送り、季節の循環に従っていた。食料を集め、狩り、釣りを行い、トウモロコシを植えた。夏には集落が人で一杯だったが、冬には狩りのために集団で離れていった。ミネソタ川沿岸には多くの恒久的な集落があった。これら集落や北のレッド川バレー、南東部のプレーリー・デュ・シーンに至る多くの道があった。これらは後に毛皮交易業者や開拓者が使い、「牛車道」とも呼ばれた。1851年にメンドータで、1853年にトラバース・デ・スーで調印された2つの条約により、スコット郡を含むミネソタ州南部の大半が開拓者に解放された。これらの条約でダコタ族インディアンはミネソタ川上流の居留地に移動させられた。
スコット郡は1853年3月5日に議会を通過した法により、設立され、組織化された。郡名はウィンフィールド・スコット将軍に因んで名付けられた。開拓者は1850年代半ばに入植を始めた。ミネソタ川と牛車道が主要な輸送路だった。最初の開拓者は北部のヤンキーであり、その後にドイツ人、アイルランド人、チェコ人、北欧系の移民が続いた。彼らはそれぞれの伝統や宗教を携えてきていた。その大半が農夫になった。19世紀を通じて毛皮交易、製材、農業が主要産業だった。農業が急成長すると共に町ができてきた。郡庁所在地のシャコピーは1851年に、ダコタビレッジのシャコピー酋長の交易拠点として設立された。その他の町も輸送路に沿って設立された。鉄道が入ってきたときには鉄道が主要輸送機関となり、その後は高規格道路が牛車道にそって伸びていった。
都市スプロール現象と準郊外化のために、郡は劇的に変化した。都市は成長を続け、人口は2000年の9万人から2010年には13万人になり、州内で最も成長速度の高い郡となった。
| 年     | 共和党        | 民主党        |
| ------ | ------------- | ------------- |
| 2008年 | 43.51% 29,208 | 54.70% 36,724 |
| 2004年 | 39.51% 23,958 | 59.46% 36,055 |
| 2000年 | 39.97% 17,503 | 54.70% 23,954 |

## 地理
アメリカ合衆国国勢調査局に拠れば、郡域全面積は368.56平方マイル (954.6 km2)であり、このうち陸地356.68平方マイル (923.8 km2)、水域は11.88平方マイル (30.8 km2)で水域率は3.22％である。
ミネソタ川が西と北の郡境になっている。この川が最古級とされる岩盤に氷河の削った堆積物を運んできた。現在の土地は大半が農業用地になっているが、かつてはオーク・サバンナや草と樹木郡の混生地であり、川流域と並行に成長していた。19世紀に樹木が伐採される以前、州内の大半を覆っていた硬木林である「ビッグウッズ」がサバンナの境界になっていた。

### 湖
スコット郡には36の湖があり、そのうち1つは隣接するダコタ郡にも一部が入っている。

### 主要高規格道路
| - 州間高速道路35号線 - アメリカ国道169号線 - ミネソタ州道13号線 - ミネソタ州道19号線 | - ミネソタ州道21号線 - ミネソタ州道25号線 - ミネソタ州道41号線 - ミネソタ州道282号線 |

### 隣接する郡
- ヘネピン郡 - 北
- ダコタ郡 - 東
- ライス郡 - 南東
- ルシュール郡 - 南西
- シブリー郡 - 西
- カーバー郡 - 北西

### 国立保護地域
- ミネソタバレー国立野生生物保護区（部分）

## 人口動態

2000人口ピラミッド

以下は2000年国勢調査による人口統計データである。
| 基礎データ - 人口: 89,498人 - 世帯数: 30,692 世帯 - 家族数: 23,970 家族 - 人口密度: 97人/km2（251人/mi2） - 住居数: 31,609軒 - 住居密度: 34軒/km2（89軒/mi2） 人種別人口構成 - 白人: 93.65% - アフリカン・アメリカン: 0.92% - ネイティブ・アメリカン: 0.77% - アジア人: 2.17% - 太平洋諸島系: 0.03% - その他の人種: 1.24% - 混血: 1.21% - ヒスパニック・ラテン系: 2.66% 先祖による構成 - ドイツ系：39.6％ - ノルウェー系：12.6％ - アイルランド系：8.3％ - スウェーデン系：5.1％ 年齢別人口構成 - 18歳未満: 31.2% - 18-24歳: 6.7% - 25-44歳: 37.3% - 45-64歳: 18.6% - 65歳以上: 6.2% - 年齢の中央値: 33歳 - 性比（女性100人あたり男性の人口） - 総人口: 101.9 - 18歳以上: 100.0 | 世帯と家族（対世帯数） - 18歳未満の子供がいる: 45.4% - 結婚・同居している夫婦: 66.9% - 未婚・離婚・死別女性が世帯主:7.4% - 非家族世帯: 21.9% - 単身世帯: 16.0% - 65歳以上の老人1人暮らし: 4.5% - 平均構成人数 - 世帯: 2.89人 - 家族: 3.25人 収入と家計 - 収入の中央値 - 世帯: 66,612米ドル - 家族: 72,212米ドル - 性別 - 男性: 46,593米ドル - 女性: 32,482米ドル - 人口1人あたり収入: 26,418米ドル - 貧困線以下 - 対人口: 3.4% - 対家族数: 2.0% - 18歳未満: 3.4% - 65歳以上: 7.5% |

## 都市と郡区
| 都市 | 郡区                                                                                        | 郡区                                                                                   | 未編入の町                        |
| --- | ------------------------------------------------------------------------------------------- | -------------------------------------------------------------------------------------- | --------------------------------- |
| - シャコピー - 郡庁所在地 - プライアーレイク - ベルプレーリー - エルコニューマーケット - ジョーダン - ニュープラーグ † - サベージ | - ベルプレーリー - ブレイクリー - シーダーレイク - クレディットリバー - ヘレナ - ジャクソン | - ルイスビル - ニューマーケット - サンドクリーク - スプリングレイク - セントローレンス | - ユニオンヒル - メアリーズタウン |

- † ニュープラーグ市はルシュール郡にも跨っている